# Kuzu kaburga

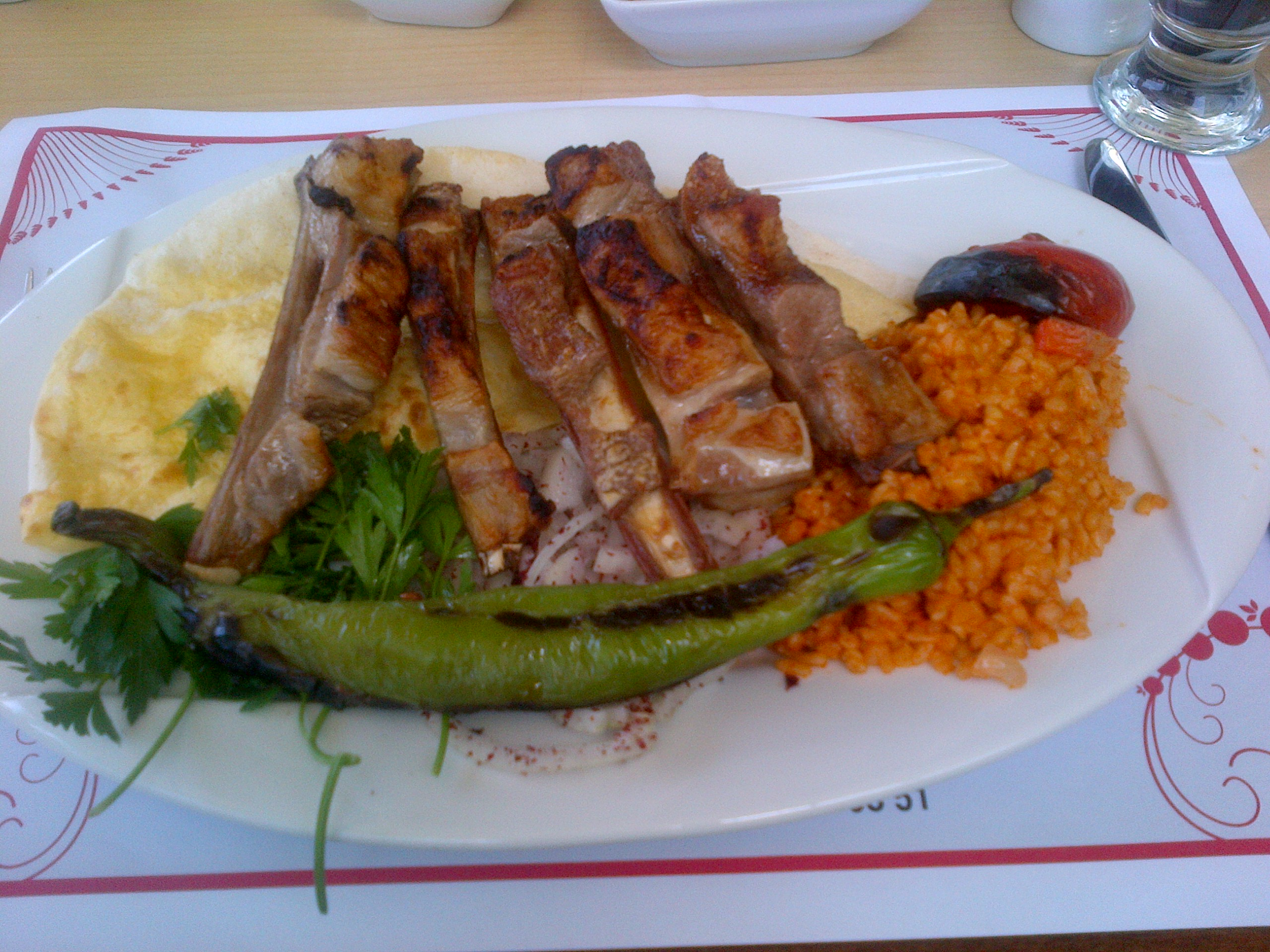
Kuzu kaburga a la graella, els pebrots i tomàquets rostits es mengen pelant la pell a la taula.

Kuzu kaburga (en turc kuzu és xai i kaburga és costella) són les parts amb menys carn (i generalment més greix) de les costelles de xai rostides, fregides o fetes a la graella, a la cuina turca. Les costelles al seu torn, es diuen "pirzola". D'altra banda, la totalitat de les costelles s'utilitzen per fer un altre plat, anomenat "kaburga dolması", costelles farcides amb arròs a la turca, "pilav". (p. 13)